# Donga
El departament de Donga és un dels 12 departaments de Benín. El departament de Donga fou creat el 1999, quan es va escindir d'Atakora. La seva capital i ciutat més poblada és Djougou. Donga és fronterer amb Togo, a l'oest i amb els departaments d'Atakora, al nord, Borgou, a l'oest i Collines al sud i sud-oest.

## Municipis
Els municipis de Donga són: Afodiobo, Agnua, Agouagon, Aledjo-Koura, Alekpo, Anoun, Assava, Awé, Ayékolélo, Badjoude, Bakperou, Barei, Bassila, Bayakou, Bimi, Bodi, Bonkorou, Boubou, Bougou, Copargo, Dassa Zoumé, Djéssékou-Sinngreu, Djougou (I, II, III), Foungou, Fowa, Galata, Gatakpal, Gbemki, Gouka, Henhimé, Kawado, Kikele, Kolokonde, Koparo, Kouboro, Koutidiao, Koundjio, Kpalholé, Manfouka, Manigri, Massé, Ngmellang, Okouta-Boussa, Ouaké, Penesoulou, Prékété, Salamanga, Sokponta, Tchalinga, Tchitchakou i Wédémé.

## Llengües i etnologia
- Maxi, parlada pels Maxis.
- La llengua foodo és parlada pels foodos al municipi d'Ouaké.
- L'anii, parlada pels Aniis a la regió fronterera amb Togo, a la zona de Bassila.